# Abdessamad El Mobaraky
Abdessamad El Mobaraky est un footballeur marocain, né le 1er juillet 1981, qui évolue au poste de milieu de terrain à la Renaissance Club Athletic Zemamra.

## Palmarès

### En club
|  |  | RS Berkane - Coupe du trône - Vainqueur en 2018 |

### Distinctions individuelles
- Meilleur passeur du  championnat de Maroc en 2020 (9 passes décisives).